# Westover Air Force Base
La Westover Air Reserve Base è un aeroporto militare gestito dalla United States Air Force e attualmente utilizzato dal Air Force Reserve Command (AFRC). Situata nei pressi dei comuni di Chicopee, Granby e Ludlow, la base si trova a poca distanza dalla città di Springfield nello stato del Massachusetts. La Westover è la più grande base dell'Air Force Reserve ed è uno degli aeroporti di riserva per l'atterraggio dello Space Shuttle, grazie alla pista sufficientemente lunga.